# Бруклин 9-9 (сезон 4)
Премьера четвёртого сезона ситкома «Бруклин 9-9» состоялась 20 сентября 2016 года на американском телеканале Fox; заключительная серия сезона вышла в эфир 23 мая 2017 года. Четвёртый сезон состоял из 22 эпизодов.

## Сюжет
Джейку (Энди Сэмберг) и Холту (Андре Брауэр) пришлось стать участниками Программы по защите свидетелей, так как гангстер Джимми «Мясник» Фигис (Эрик Робертс) хочет их убить. Вскоре Фиггис раскрывает местоположение Перальты и Холта, и команде участка 9-9 приходится нарушить устав, чтобы спасти друзей и поймать преступника. В качестве наказания весь участок во главе с капитаном Холтом переводят работать в ночную смену. Однако новый дневной капитан Си Джей Стентли (Кен Марино) оказывается абсолютно некомпетентным, и после его увольнения команде вновь разрешают работать днём. Чарльз (Джо Ло Трульо) и Женевьев (Мэри Линн Райскаб) усыновляют мальчика из Латвии — Николая (Антонио Рауль Корбо). После ареста Фигиса Эдриан Пименто (Джейсон Мандзукас) возвращается в город и возобновляет свои отношения с Розой (Стефани Беатрис). Ребята тотчас же назначают день свадьбы, но в её день понимают, что им не стоит торопиться и нужно получше узнать друг друга. Джейк и Эми (Мелисса Фумеро) хотят жить вместе, но никак не могу выбрать, в чью квартиру им переехать. Поэтому, когда происходит массовый побег преступников из тюремного фургона, они решают заключить пари, согласно которому тот из них, кто поймает больше беглецов, и будет решать, в чьём доме они будут жить. Джина Челси Перетти попадает под автобус, но, к счастью, остаётся жива. Позже она оказывается беременной от одного из кузенов Бойла — Милтона (Райан Филлипп). Также Джине удаётся спасти участок от закрытия. Терри (Терри Крюс) становится жертвой предвзятого отношения из-за цвета своей кожи. Джейк и Роза конкурируют между собой за место в отряде их кумира — лейтенанта Хокинс (Джина Гершон), однако случайно им становится известно, что Хокинс — грязный полицейский. Чтобы скрыть эту информацию лейтенант подставляет Розу и Джейка при ограблении банка. Суд приговаривает их к 15 годам лишения свободы.

## Актеры и персонажи
| - Энди Сэмберг — Джейк Перальта - Стефани Беатрис — Роза Диас - Терри Крюс — Терри Джеффордс - Мелисса Фумеро — Эми Сантьяго - Джо Ло Трульо — Чарльз Бойл - Челси Перетти — Джина Линетти - Андре Брауэр — Рэймонд Холт - Дирк Блокер — Майкл Хичкок - Джоэл Маккиннон Миллер — Норман Скалли | - Кен Марино — Си Джей Стентли - Джейсон Мандзукас — Эдриан Пименто - Джина Гершон — лейтенант Мелани Хокинс | - Майя Рудольф — маршал Карен Хаас - Реа Перлман — Эстелль - Йорма Такконе — Тейлор - Эстер Повитски — Эмили - Джим О’Хэар — шериф Рейнольдс - Эрик Робертс — Джимми «Мясник» Фигис - Зоуи Дешанель — Джесс Дей - Мэри Линн Райскаб — Женевьев - Крэйг Робинсон — Даг Джуди - Чарльз Бейкер — Джордж Джуди - Нейтан Филлион — Марк Деверо - Грег Джерманн — Гэри Лермакс - Л. Скотт Колдуэлл — Лаверн - Райан Филлипп — Милтон - Брент Бриско — Мэттью Лэнгдон |

## Эпизоды
| № общий | № в сезоне | Название                                        | Режиссёр                | Автор сценария                               | Дата премьеры    | Произв. код | Зрители в США (млн) |
| --- | ---------- | ----------------------------------------------- | ----------------------- | -------------------------------------------- | ---------------- | ----------- | ------------------- |
| 69 | 1          | «Coral Palms Pt. 1» «Корал-Палмс, ч. 1»         | Майкл Макдональд        | Дэн Гур                                      | 20 сентября 2016 | 401         | 2,39                |
| Джейк и Холт живут во Флориде, став участниками Программы по защите свидетелей и пытаясь привыкнуть к реалиям новой жизни, в то время как их враг Джимми «Мясник» Фигис все еще находится на свободе, а его местоположение остается неизвестным. Единственный человек, который связывает их с прошлым — маршал Карен Хаас. Однако вскоре Перальта и капитан сталкиваются с серьезной угрозой, которая может лишить их анонимности. |            |                                                 |                         |                                              |                  |             |                     |
| 70 | 2          | «Coral Palms Pt. 2» «Корал-Палмс, ч. 2»         | Трент О’Доннелл         | Триша Макальпин                              | 27 сентября 2016 | 402         | 2,34                |
| Джейк и Холт начинают разрабатывать план нападения на Джимми «Мясника» Фигиса, рассчитывая на то, что тот успел посмотреть вирусное видео с их участием и определил их местонахождение. Однако с самого начала их затея идет совсем не так, как они задумали, и в итоге капитан и Перальта оказываются за решеткой в местном полицейском участке. В участке 9-9 в должность вступает новый капитан. |            |                                                 |                         |                                              |                  |             |                     |
| 71 | 3          | «Coral Palms Pt. 3» «Корал-Палмс, ч. 3»         | Пэйман Бенц             | Джастин Ноубл                                | 4 октября 2016   | 403         | 2,40                |
| Команда отправляется во Флориду, чтобы помочь Джейку и Холту поймать Джимми «Мясника» Фиггиса. Однако события принимают неожиданный поворот, когда один из членов команды получает травму, а местный шериф Рейнольс — пулевое ранение. После долгой разлуки Эми и Джейк чувствуют себя неловко друг с другом. |            |                                                 |                         |                                              |                  |             |                     |
| 72 | 4          | «The Night Shift» «Ночная смена»                | Тристрам Шапиро         | Мэтт Мюррей                                  | 11 октября 2016  | 404         | 2,13                |
| Джейк берется за свое первое расследование после возвращения в участок. Во время преследования преступника он, чтобы продолжить погоню, останавливает случайную машину, за рулем которой оказывается Джесс Дей, приехавшая в Нью-Йорк. Тем временем, Холт ищет эффективные способы поднятия морального духа в коллективе, а Эми пытается выяснить причину частых отлучек Розы во время работы. Примечание: Этот эпизод является первой частью кроссовера с «Новенькой». Продолжение — эпизод «Возвращение домой». |            |                                                 |                         |                                              |                  |             |                     |
| 73 | 5          | «Halloween IV» «Хэллоуин 4»                     | Клэр Скэнлон            | Фил Аугуста Джексон                          | 18 октября 2016  | 405         | 2,05                |
| Хэллоуин в участке 9-9 означает только одно: битву за новое почетное звание «Абсолютного детектива-гения». В этом году все работники участка делятся на команды, чтобы сразиться в решающей битве. Участники строят хитроумные планы и разыгрывают сложнейшие комбинации, но победителем сможет стать только один. |            |                                                 |                         |                                              |                  |             |                     |
| 74 | 6          | «Monster in the Closet» «Монстр в шкафу»        | Ниша Ганатра            | Эндрю Гест                                   | 15 ноября 2016   | 406         | 2,18                |
| Пименто наконец-то возвращается в город, и они с Розой решают срочно пожениться. Весь участок под чутким руководством Эми начинает заниматься организацией идеальной свадьбы. Пименто просит Джейка и Джину помочь ему в поиске сережек его бабушки, в которых, согласно традициям его семьи, Роза должна выходить замуж, однако Вселенная имеет на друзей другие планы. |            |                                                 |                         |                                              |                  |             |                     |
| 75 | 7          | «Mr. Santiago» «Мистер Сантьяго»                | Алекс Рид               | Нил Кэмпбелл                                 | 22 ноября 2016   | 407         | 2,18                |
| Эми приглашает в гости на День благодарения своего отца, и Джейк включает режим «полный Сантьяго», чтобы произвести на него впечатление. Чарльз вызывается приготовить праздничную индейку, а Холт помогает Пименто справиться с тем, что тот получил отказ в восстановлении на полицейскую работу. |            |                                                 |                         |                                              |                  |             |                     |
| 76 | 8          | «Skyfire Cycle» «Цикл „Огненное небо“»          | Майкл МакДональд        | Дэвид Филлипс                                | 29 ноября 2016   | 408         | 2,34                |
| Кумир Терри известный писатель Ди Си Парлов получает анонимные угрозы, и Джейк делает все возможное, чтобы это дело смог расследовать именно сержант. Джина занимается исследованием клана Бойлов, чтобы они поддержали ее вариант ежегодного семейного отдыха. Тем временем, Холт просит Эми помочь в разрешении их с Кевином семейного спора о правильном решении математической головоломки, но впадает в ярость, когда та поддерживает точку зрения Кевина. |            |                                                 |                         |                                              |                  |             |                     |
| 77 | 9          | «The Overmining» «Надсидеть»                    | Дин Холланд             | Люк Дель Тредичи                             | 6 декабря 2016   | 409         | 2,31                |
| Капитан Си Джей допускает большую оплошность в расследовании очень серьезного дела, а Джейк и Холт находят стоящие причины для того, чтобы помочь ему все исправить. Терри, вынужденный выполнять распоряжение начальства по экономии электроэнергии, объявляет войну Джине, которая не желает расстаться со своим драгоценным обогревателем. Бойл и Роза обнаруживают способ немного расслабиться в ночную смену, посещая массажный салон, специализирующийся на массаже ступней. |            |                                                 |                         |                                              |                  |             |                     |
| 78 | 10         | «Captain Latvia» «Капитан Латвия»               | Джаффар Махмуд          | Мэтт Лоутон                                  | 13 декабря 2016  | 410         | 2,15                |
| Чарльз просит Джейка помочь найти потерявшуюся международную посылку, в которой должен находится долгожданный рождественский подарок для его сына. В результате этих поисков парочка друзей лицом к лицу сталкивается с латвийской мафией. Команда участка 9-9 готовится к выступлению на ежегодном конкурсе исполнения рождественских гимнов, и их главной целью становится любым путем победить команду заклятых врагов детективов — хор Городского транспортного управления. |            |                                                 |                         |                                              |                  |             |                     |
| 7980 | 1112       | «The Fugitive» «Беглец»                         | Ребекка Эшер Райан Кейс | Кэрол Колб Джастин Ноубл и Джессика Полонски | 1 января 2017    | 411 412     | 3,49                |
| В Бруклине происходит массовый побег заключенных из попавшего в аварию тюремного фургона, в котором их перевозили из одного места в другое. Эта чрезвычайная ситуация приводит к тому что весь участок 9-9 участвует в облаве на беглецов. Ключевым свидетелем аварии и побега оказывается кумир Розы — бывший профессиональный игрок в американский футбол Маршон Линч. Тем временем, Джейк и Эми заключают пари о том, кто из них задержит больше сбежавших преступников, и по его условиям проигравший будет должен переехать в квартиру победителя. В итоге на свободе остается только один беглец, и чтобы поймать его, Джейк заручается поддержкой своего давнего знакомого. |            |                                                 |                         |                                              |                  |             |                     |
| 81 | 13         | «The Audit» «Проверка»                          | Бет Маккарти-Миллер     | Карли Хеллем Тош                             | 11 апреля 2017   | 413         | 1,91                |
| В Бруклине происходит резкое снижение уровня преступности, поэтому полицейское руководство решает закрыть один из районных участков навсегда; для того, чтобы определить, какой именно, начинается их тотальная проверка. Работники 9-9 уверены, что будут оценены справедливо, и не потеряют работу, пока не узнают, что их проверяющим будет бывший парень Эми, с которым она рассталась не лучшим образом. И теперь вся команда должна сплотиться, чтобы спасти родной участок. |            |                                                 |                         |                                              |                  |             |                     |
| 82 | 14         | «Serve & Protect» «Служить и защищать»          | Майкл Шур               | Эндрю Гест и Алексис Уилкинсон               | 18 апреля 2017   | 414         | 1,91                |
| Джейк и Роза расследуют дело о похищении ноутбука звезды сериалов и получают шанс поучаствовать в съемочном процессе. Остальная команда бросила все свои силы на предотвращение закрытия участка новым аудитором, которая оказалась бывшей девушкой Терри. |            |                                                 |                         |                                              |                  |             |                     |
| 83 | 15         | «The Last Ride» «Последняя поездка»             | Линда Мендоза           | Дэвид Филлипс                                | 25 апреля 2017   | 415         | 1,88                |
| Джейк и Чарльз берутся за дело об украденном велосипеде, думая, что это их последняя совместная работа. Терри расстраивается из-за того, что не он является лидером участка по количеству пойманных преступников, но Роза находит способ подбодрить друга. Тем временем, Эми проводит свои лучшие минуты с Холтом. |            |                                                 |                         |                                              |                  |             |                     |
| 84 | 16         | «Moo Moo» «Му-Му»                               | Мэгги Кэри              | Фил Аугуста Джексон                          | 2 мая 2017       | 416         | 1,72                |
| Сержант Джеффордс прогуливается по своему району, и в это время его задерживает офицер полиции из другого участка. Позже выясняется, что этот инцидент связан с цветом кожи Терри, и тот хочет подать официальную жалобу на остановившего его копа; однако капитан Холт имеет на этот счет другое мнение. Тем временем, Джейк и Эми, присматривая за детьми Терри и отвечая на их каверзные вопросы, понимают, насколько трудно быть родителями. |            |                                                 |                         |                                              |                  |             |                     |
| 85 | 17         | «Cop-Con» «Конференция копов»                   | Джовани Лампасси        | Энди Гоше                                    | 9 мая 2017       | 417         | 1,61                |
| Работники участка отправляются на ежегодную полицейскую конференцию. Все радуются этому событию, потому что обычно конференция заканчивается грандиозной вечеринкой. Однако в этот раз капитан Холт просит своих подчиненных вести себя идеальным образом и воздержаться от развлечений, так как он выдвигает свою кандидатуру в Совет Директоров и хочет, чтобы репутация его участка оставалась незапятнанной. |            |                                                 |                         |                                              |                  |             |                     |
| 86 | 18         | «Chasing Amy» «Преследуя Эми»                   | Люк Дель Тредичи        | Мэтт Лоутон                                  | 9 мая 2017       | 418         | 1,61                |
| Эми готовится к сдаче экзамена на сержанта. Однако она настолько волнуется,что бесследно исчезает за час до испытания. У Розы и Джейка остается совсем немного времени, чтобы найти Эми и исправить ситуацию. |            |                                                 |                         |                                              |                  |             |                     |
| 87 | 19         | «Your Honor» «Ваша Честь»                       | Майкл МакДональд        | Дэвид Филлипс и Карли Хеллем Тош             | 16 мая 2017      | 419         | 1,65                |
| Мать капитана Холта становится жертвой ограбления и приходит в участок сына, чтобы попросить о помощи в расследовании. Тем временем, Терри, Роза и Бойл делают сногсшибательный ремонт в комнате отдыха, а Эми учит Джину собственноручно менять проколотое колесо на машине. |            |                                                 |                         |                                              |                  |             |                     |
| 88 | 20         | «The Slaughterhouse» «Бойня»                    | Виктор Нелли Мл.        | Нил Кэмпбелл                                 | 16 мая 2017      | 420         | 1,38                |
| Джейк и Роза всеми силами пытаются заслужить уважение своего кумира; Чарльз, Терри и Джина вынуждены заниматься разрешением конфликта, случившегося между Скалли и Хичкоком. |            |                                                 |                         |                                              |                  |             |                     |
| 89 | 21         | «The Bank Job» «Дело о банке»                   | Мэтью Ноделла           | Кэрол Колб                                   | 23 мая 2017      | 421         | 1,78                |
| Джейк и Роза продолжают расследование дела о грабителях банков вместе с лейтенантом Хокинс. Однако вскоре они понимают, что она сама и ее команда не такие, какими кажутся на первый взгляд. |            |                                                 |                         |                                              |                  |             |                     |
| 90 | 22         | «Crime & Punishment» «Преступление и наказание» | Дэн Гур                 | Джастин Ноубл и Джессика Полонски            | 23 мая 2017      | 422         | 1,50                |
| Джейка и Розу обвиняют в преступлении,которого они не совершали; поэтому капитан Холт и его команда делают все возможное, чтобы оправдать своих друзей. |            |                                                 |                         |                                              |                  |             |                     |

## Реакция
На сайте-агрегаторе Rotten Tomatoes четвёртый сезон «Бруклин 9-9» достиг 100 % «свежести» на основе 6 отзывов. На сайте Metacritic у четвёртого сезона 60 баллов из 100 на основе 1 отзыва.

## Награды и номинации
| Премия                           | Дата церемонии  | Номинация                                                 | Номинант      | Результат |
| -------------------------------- | --------------- | --------------------------------------------------------- | ------------- | --------- |
| People's Choice Awards           | 18 января 2017  | Любимый комедийный актёр на ТВ                            | Энди Сэмберг  | Номинация |
| GLAAD Media Awards               | 1 апреля 2017   | Лучший комедийный сериал                                  | «Бруклин 9-9» | Номинация |
| Imagen Awards                    | 18 августа 2017 | Лучшая ТВ программа в прайм-тайм — комедия                | «Бруклин 9-9» | Номинация |
| Black Reel Awards for Television | 3 августа 2017  | Лучшая мужская роль второго плана в комедийном сериале    | Андре Брауэр  | Номинация |
| Creative Arts Emmy Awards        | 9 сентября 2016 | Лучшая постановка трюков в комедийном сериале или варьете | «Бруклин 9-9» | Номинация |